# 嚴重急性呼吸道症候群台灣疫情

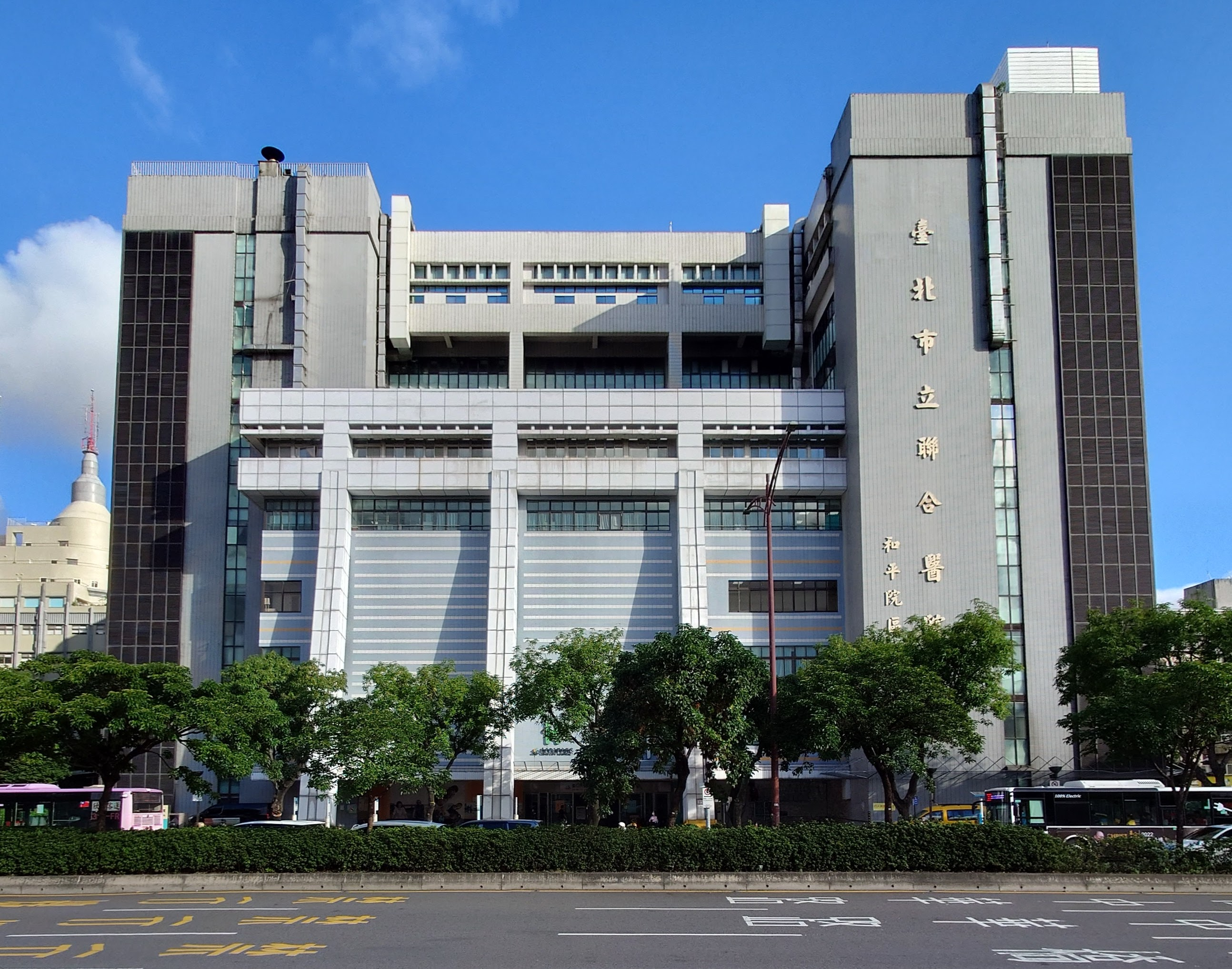
當時發生院內感染而封院的台北市立和平醫院

2003年3月，嚴重急性呼吸系統綜合症（SARS）疫情發生後，台灣受到波及。在SARS入侵台灣之初，由於致病原、傳播途徑、防治方法均混沌未明，加上台灣不是世界衛生組織（WHO）會員國，無法獲得即時資訊及奧援，致使社會瀰漫著一股不安與恐慌的氣氛。
 
在SARS致病原及傳染、防治方法逐漸明瞭，WHO及美國疾病管治局亦相繼派員協助後，中華民國政府隨即展開抗疫工作，當時疫情已由單純境外移入發展成台北市立和平醫院（現臺北市立聯合醫院和平婦幼院區和平分部）院內感染的社區疫情型態，影響範圍更由北台灣擴及中、南台灣。防疫重責也由行政院衛生署擴至中華民國行政院，整個行政院團隊包括內政部、國防部及經濟部等行政院下轄部會皆全力動員，再加上全民配合，終於在2003年7月5日台灣從WHO的SARS感染區除名。

## 歷史

### 2003年3月
2003年3月14日，行政院衛生署疾病管制局實驗室同仁通報同事父親為第一例SARS疑似個案。3月17日，行政院衛生署成立「嚴重急性呼吸道症候群疫情處理因應中心」。3月21日，第一次致函世界衛生組織各會員國衛生部長，訴請其支持台灣加入世界衛生組織；第一次致函各國駐華大使，提供台灣最新SARS疫情。
3月28日，公告嚴重急性呼吸道症候群為第四類法定傳染病，依據「傳染病防治法」辦理各項防疫措施；成立「衛生署SARS疫情因應小組」。3月30日，時任中華民國行政院院長游錫堃至衛生署疾病管制局視察、聽取簡報。

### 2003年4月
4月15日，公告4月10日起對各國機場入境旅客進行測量耳溫及相關防疫措施。4月22日，公告自4月23日起對出境旅客進行測量耳溫及相關防疫措施。
4月24日，台北市立和平醫院因衛生署和台北市政府決議而封院。4月26日，衛生署指定全國102家醫院將部份急性一般病床調整做為隔離病床，收治輕症SARS病患，合計1,657床。
4月27日，台灣SARS死亡首例出現。4月28日，行政院成立「嚴重急性呼吸道症候群（SARS）疫情應變處理委員會」，隨後更名為「嚴重急性呼吸道症候群防治及紓困委員會」，B級（入境者）「專案防疫強制隔離」實施。
4月29日，台北市仁濟醫院封院。

### 2003年5月
5月1日，陳靜秋成為全台因抗SARS殉職首位的醫護人員。5月2日，中華民國立法院三讀通過《嚴重急性呼吸道症候群防治及紓困暫行條例》，時任中華民國總統陳水扁公布。5月4日，內政部抽查居家隔離者是否違規，開出第一張告發單。
5月5日，李明亮正式擔任防治作戰中心總指揮。5月6日，除了居家隔離，「防疫最前線」節目開始在各大電視台播出。
5月8日，WHO將台北市列為旅遊警示區。5月9日，WHO網站將台北列為高度危險區(C級)。同時，台北市華昌國宅封樓。
5月10日，召開醫療用口罩採購協調會。5月12日，時任行政院院長游錫堃正式啟用首長視訊會議系統，並首度與總統陳水扁進行SARS疫情視訊會議。
5月14日，建立廠商逾48小時未報關提領口罩之徵收流程；公告自國外輸入之口罩徵用事宜；內政部針對A級隔離者開始安裝「視訊追蹤管制系統」。
5月16日，高雄長庚醫院爆發院內感染，暫停急診與門診服務。陳建仁接任衛生署長。
5月17日，WHO舉行SARS視訊會議，台灣首度參與；游揆表示：六月底前控制疫情。5月19日，公告國內倉儲之N95以上口罩，經政府查明無正當理由未配銷者，由政府徵用。
5月20日，高雄醫學大學附設醫院爆發院內感染。5月21日，WHO將旅遊警示擴及全台灣。
5月23日，公告緊急徵用各民間貨運及航空器，辦理衛生局交寄防疫檢體輸送箱。5月23日，公告12家SARS治療專責醫院。5月24日，醫護人員院內感染SARS比率從32%降到4%。李明亮表示：疫情穩定，可恢復正常生活。
5月28日，WHA無異議通過SARS決議文：明言WHO針對有關SARS監測、預防及控制之所有要求做出適當回應。此為WHO協助台灣進行SARS防疫工作提供法理基礎。

### 2003年6月
6月1日，政府於衛生所、診所、地區醫院成立195家發燒篩檢站。6月6日，行政院於大禮堂舉行首次「防治SARS有功人員及醫療機構頒獎典禮」，共有7位醫師、6位護理師，以及台大醫院等12個機構接受行政院長表揚。
6月8日，衛生署長陳建仁第一次致函WHO前任幹事長Dr. Gro Harlem Brundtland向WHO申請將台灣疫情由C級改為B級，並解除台灣旅遊管制。
6月13日，WHO將台灣旅遊景警示提升至B級。6月17日，WHO將台灣自旅遊警示區中移除。
6月24日，醫事人員出境管制措施解除。6月25日，美國CDC將台灣從較嚴重的「警告名單」降為較輕微的「警示名單」。

### 台灣自感染區除名
7月4日，取消B級居家隔離措施，改為「自我健康管理」。7月5日，WHO宣布台灣從SARS感染區除名，台灣也是全球最後一個被除名的地區。行政院以「台灣的努力，世界看見了」為題召開記者會，向國人報佳音。

## 政府作為

### 制訂特別條例
為因應SARS防治的需求，朝野各黨團與行政院均提出特別的防治條例草案，經黨政協商，終於5月2日通過SARS暫行條例；依該條例第一條規定，「本條例施行日期，自中華民國九十二年三月一日至九十三年十二月三十一日止（第一項）。本條例施行期限屆滿，得經立法院同意延長之（第二項）」。

### 強制佩戴口罩
為降低SARS疫情對運輸業的影響，中華民國交通部於5月2日要求搭乘國際航線香港、澳門及新加坡航線及國內金門、馬祖航線飛機之旅客，除食用餐飲時外，於機艙內應全程佩戴口罩；至其他國內航線之旅客，除食用餐飲外，於機艙內應全程佩戴口罩，另所有進出商港船舶上之船員及搭乘之旅客亦應全程佩戴口罩。
5月8日起，強制市區公車、一般公路客運及計程車駕駛人員應佩戴口罩，並勸導旅客佩戴口罩。
5月14日起，要求鐵路旅客應佩戴口罩才能進站搭乘。臺北捷運系統部份，台北市政府自5月10日起強制旅客乘車須佩戴口罩才能進站搭乘。

### 實施居家隔離
5月20日，衛生署為使現行居家隔離、專案強制隔離等措施簡化，即日起統一稱為「居家隔離」，並區分A、B級。
- A級：適用未採取妥適防護措施之SARS病患接觸者，如家人、同事、同學、親密朋友或特定醫療機構人員，在十天之檢疫期間，除經管理單位同意，並採合乎規定之保護措施外，不得外出，這類人員應由管理單位安排交通工具。

- B級：係指從高發病地區回來，無任何症狀之人員，可佩戴口罩外出（如：散步、一般購物、倒垃圾等），惟如出現發燒或其他類似SARS症狀，應致電管理單位安排交通工具就醫。

### 徵用民間物資
5月14日，時任行政院院長游錫堃宣布，國內生產並擬出口的口罩一律禁止出口；並且將以合理價格，徵用滯留海關的一千萬個口罩。游錫堃還表示，N95口罩市面售價最高不得超過新台幣一百元，外科用口罩最高不得超過十八元，否則行政院公平交易委員會將依哄抬物價處以五萬到兩千五百萬元的罰鍰。
5月22日，衛生署公告緊急徵用各民間貨運及航空器寄送SARS防疫檢體，要求其不得拒絕地方衛生機關交寄之防疫檢體輸送箱；5月26日，衛生署依據SARS暫行條例之規定，徵用自國外輸入已報關未提領、已進儲倉尚未報關或逾48小時未提領，數量在一萬片以上之口罩，供SARS防治工作使用。

### 台美合作
由於中國拒絕提供台灣病毒株，之後美國疾病管制中心（CDC）提供病毒株，協助台灣控制疫情。

## 後續影響
由於中國政府隱瞞疫情，以致擴散至亞洲許多國家。台北和平醫院院內感染未及時處置，以致疫情由台北市擴散至中南部地區。導致346人染病， 81人死亡。
依WHO宣佈，台灣從「SARS感染區」除名比各國均快速，台灣46天，加拿大60天，北京75天，新加坡76天，廣東90天，香港98天，由上證明台灣在因應SARS危機過程中，展現了比新加坡、香港更有效率及危機處理能力。就WHO「SARS旅遊警示區」而言，台灣全區僅花28天即從名單中除名，為最快速之地區，加上台北市也只有41天，比香港、廣東、北京都快得多。
由於擁有2003年的SARS防疫經驗，台灣政府在17年後的2020年，在處理嚴重特殊傳染性肺炎（COVID-19）疫情的作為上，一度被譽為全球表現最好的國家。